# Ego zebra
Ego zebra és una espècie de peix de la família dels gòbids i de l'ordre dels perciformes.

## Morfologia
- Els mascles poden assolir 3,4 cm de longitud total.
- Nombre de vèrtebres: 26.[1]

## Hàbitat
És un peix marí, de clima tropical i demersal que viu fins als 21 m de fondària.

## Distribució geogràfica
Es troba al Mar d'Aràbia: Oman.

## Observacions
És inofensiu per als humans.